# Tabasco (peperoncino)
Tabasco è una cultivar di peperoncino della specie Capsicum frutescens originaria dell'omonimo stato del Messico.
È l'ingrediente principale dell'omonima salsa piccante.

## Caratteristiche
È una pianta erbacea con fusti alti sino a 140 cm, con frutti conici, lunghi fino a 4 cm, che inizialmente sono di colore verde chiaro, poi virano dal giallo all'arancio, e infine divengono di colore rosso vivo a maturazione.